# 謝爾比山
68°9′S 65°50′W / 68.150°S 65.833°W
謝爾比山（英語：Mount Shelby），是南極洲的山峰，位於葛拉漢地的鮑曼海岸，處於特雷爾灣，海拔高度1,520米，由美國研究隊發現，現時由南極條約體系管理。